# Leier (Sternbild)
Die Leier, lateinisch Lyra (von altgriechisch λύρα lýra, dem gleichnamigen Musikinstrument), ist ein Sternbild des nördlichen Sternhimmels, dessen hellster Stern die Wega ist.
Obwohl es nur eine Fläche von 286,476 Quadratgrad umfasst, zählt es mit Schwan und Adler zu den markantesten Sommersternbildern. In Mitteleuropa ist es abends jedoch von Mai bis Januar zu sehen.

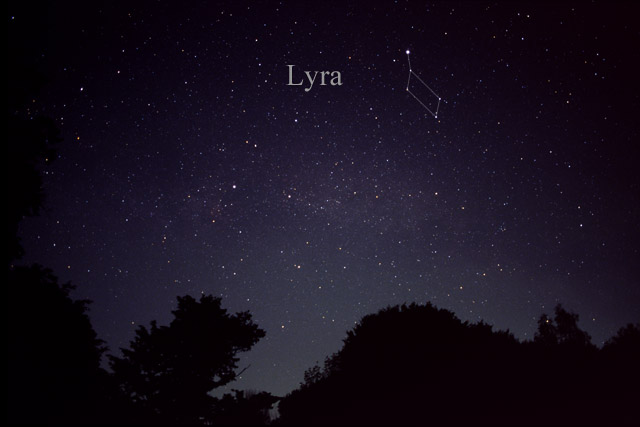
Das Sternbild Leier, wie es an Mai- und Juniabenden im Osten emporsteigt

## Beschreibung
Die Leier ist ein kleines Sternbild, das am abendlichen Sommer- und Herbsthimmel leicht zu finden ist und erst gegen Jahresende im Nordwesten abtaucht.
Der Hauptstern, die Wega, ist (mit Arktur) der hellste Stern der nördlichen Hemisphäre und der fünfthellste Stern am Nachthimmel. Südlich von ihr bilden vier Sterne ein Parallelogramm. Sie sollen die Saiten einer antiken Lyra darstellen.
Genau zwischen den Sternen Beta Lyrae und Gamma Lyrae liegt der berühmte Ringnebel M57.
Die Wega bildet mit den Sternen Deneb (Sternbild Schwan) und Altair (Sternbild Adler) das große Sommerdreieck.
Südlich der Leier verläuft die Milchstraße. Wenn man das umgebende Gebiet durch einen Feldstecher durchmustert, werden viele lichtschwächere Sterne und verschiedene helle und dunkle galaktische Wolken sichtbar.

## Geschichte
Die Leier gehört zu den 48 Sternbildern der Antike, die schon von Ptolemäus beschrieben wurden. Auf älteren Sternkarten ist statt der Leier häufig ein Vogel abgebildet, meist ein Geier. Dieser und die Sternbilder Schwan und Adler sollen die stymphalischen Vögel darstellen, Ungeheuer aus der griechischen Mythologie mit eisernen Schnäbeln.
Die arabischen Astronomen des Mittelalters sahen in dem Sternbild einen „herabstoßenden Adler“ (al-nasr al-waqi).
Die Wega war der erste Stern, der fotografisch abgebildet wurde (1850).

## Mythologie
Die Leier repräsentiert das von dem griechischen Gott Hermes erfundene Musikinstrument. Er schenkte es seinem Halbbruder Apollon, der es wiederum dem berühmten Sänger Orpheus gab. Letzterer betörte damit in der Unterwelt deren Gott Hades, um seine an einem Schlangenbiss verstorbene Braut Eurydike zu erretten. Beim Verlassen der Unterwelt verstieß er jedoch gegen das Gebot, nicht zurückzublicken; daraufhin musste Eurydike weiter in der Unterwelt bleiben. Nach Orpheus’ Tod wurde die Leier an den Sternenhimmel versetzt.
Die stymphalischen Vögel stammen aus dem Sagenkreis um den griechischen Helden Herakles. Dessen sechste Aufgabe bestand darin, die Vögel zu töten.

## Meteorströme
In der Leier liegt der Radiant des Meteorstroms der Lyriden. Dessen Maximum liegt in der Zeit zwischen dem 20. und dem 22. April jedes Jahres.

## Himmelsobjekte

### Sterne
| B   | F  | Namen o. andere Bezeichnungen | Größe       | Lj    | Spektralklasse               |
| --- | -- | ----------------------------- | ----------- | ----- | ---------------------------- |
| α   | 3  | Wega (Vega)                   | 0,03m (var) | 25,0  | A0 Va                        |
| γ   | 14 | Sulafat                       | 3,25m       | 550   | B9 III                       |
| β   | 10 | Sheliak                       | 3,42m (var) | 1.000 | B6–8 II + B0,5 V + B7 V + G5 |
| 400 | 13 | R                             | 4,00m (var) | 310   | M5 III                       |
| δ2  | 12 |                               | 4,30m (var) | 700   | M4 II                        |
| κ   | 1  |                               | 4,34m       | 255   | K2 IIIabCN0,5                |
| ζ1  | 6  |                               | 4,36m       | 158   | A4m                          |
| θ   | 21 |                               | 4,38m       | 700   | K0 II                        |
| η   | 20 | Aladfar                       | 4,40m       | 1120  | B2,5 IV                      |
| ε2  | 5  | Epsilon Lyrae                 | 4,59m       | 162   | A6 Vn + A7 Vn                |
| ε1  | 4  |                               | 4,66m       | 160   | A3 V + F0 V                  |
| 400 |    | HR 7064                       | 4,84m       | 240   | K2 III                       |
| λ   | 15 |                               | 4,93m       | 1.300 | K2,5 III:Ba0,5               |
| 400 | 16 |                               | 5,01m       | 126   | A6 IV                        |
| μ   | 2  | Alathfar                      | 5,12m       | 410   | A0 IV                        |
| 400 | 17 |                               | 5,22m       | 143   | F0 V                         |
| ν2  | 9  |                               | 5,23m       | 230   | A3 V                         |
| ι   | 18 |                               | 5,25m (var) | 900   | B6 IV                        |
| 400 |    | HR 7162                       | 5,25m       | 49    | F9 V + K1 V                  |
| 400 |    | HR 7181                       | 5,26m       | 330   | K2 III                       |
| 400 |    | HR 6997                       | 5,41m       | 530   | B8 IIpHgMn                   |
| 400 |    | HR 7146                       | 5,44m       | 266   | G8 III                       |
| 400 |    | HR 6968                       | 5,47m       | 350   | B8 IV                        |
| 400 |    | HR 7253                       | 5,55m       | 134   | F0 III                       |
| 400 |    | HR 6845                       | 5,56m       | 590   | B7 IV                        |
| 400 |    | HR 7237                       | 5,56m       | 550   | M0 III                       |
| δ1  | 11 |                               | 5,57m       | 1.200 | B2 V                         |
| ζ2  | 7  |                               | 5,59m       | 158   | F0 IVvar                     |
| 400 |    | HR 7132                       | 5,62m       | 420   | K4 III                       |
| 400 |    | HR 7044                       | 5,68m       | 165   | F1 III–IV                    |
| 400 |    | HR 7202                       | 5,69m       | 790   | B5 V                         |
| 400 |    | HR 7140                       | 5,79m       | 1.200 | G5 III + A8                  |
| 400 |    | HR 7302                       | 5,85m       | 910   | M0 III                       |
| 400 |    | HR 7382                       | 5,85m       | 435   | G7 IIIa                      |
| 400 |    | V542                          | 5,88m (var) | 690   | B7 IV                        |
| ν1  | 8  |                               | 5,91m       | 1.180 | B3 IV                        |
| 400 | 19 | V471                          | 5,93m (var) | 940   | B8 IIIpSiSr                  |

Wega (Alpha Lyrae) ist der Hauptstern der Leier und mit einer scheinbaren Helligkeit von 0,03m auffallend hell – sie ist der fünfthellste Stern am Nachthimmel (nach Sirius, Canopus, Arkturus und Alpha Centauri). Der Stern besitzt die 40-fache Leuchtkraft der Sonne und strahlt ein weißliches Licht ab (Spektraltyp A0). Mit einer Entfernung von 25 Lichtjahren ist sie einer der nächsten helleren Sterne in der Umgebung der Sonne. Wega dreht sich innerhalb von nur 17 Stunden um die eigene Achse, wodurch sie zum Rotationsellipsoid verformt ist und eine uneinheitliche Oberflächentemperatur zeigt: Sie beträgt 7.600 K am Äquator und 10.000 K an den Polen. Der Name Wega leitet sich aus dem Altarabischen ab und bedeutet „der herabstürzende Adler“.
Sheliak (Beta Lyrae) ist ein Mehrfachsternsystem und bedeckungsveränderlicher Stern (siehe Abschnitte Doppelsterne und Veränderliche Sterne). Der arabische Name Sheliak bedeutet „Schildkröte“.
Ein Teil des Sternbildes lag im Erfassungsgebiet des Weltraumteleskopes Kepler, das mittels der Transitmethode systematisch nach Exoplaneten suchte. Bei den Sternen Kepler-62, Kepler-438 und Kepler-442 wurden Planeten entdeckt, die wahrscheinlich in der habitablen Zone liegen.
An LSR J1835+3259 gelang im Jahr 2015 erstmals der Nachweis von Polarlichtern auf einem Himmelskörper außerhalb des Sonnensystems. Die genaue Einordnung von LSR J1835+3259 ist nicht restlos geklärt: Einige Autoren gehen von einem ultrakühlen roten Zwergstern aus, andere von einem Braunen Zwerg.

### Doppelsterne
| System | Größen                                    | Abstand                               |
| ------ | ----------------------------------------- | ------------------------------------- |
| β      | 3,4m / 7,1m / 13m / 14,3m / 10,1m / 10,6m | 45,7″ / 46,4″ / 64,4″ / 67,1″ / 85,7″ |
| γ      | 3,3m / 12,1m                              | 13,5″                                 |
| δ      | 4,3m / 5,6m                               | 619″                                  |
| ε      | 5,0m / 6,1m / 5,1m/ 5,4m                  | 209,5″ / 2,3″ / 2,3″                  |
| ζ      | 4,4m / 5,6m                               | 43,8″                                 |
| ι      | 5,3m / 6,1m                               | 0,2″                                  |
| 17     | 5,3m / 9,1m / 11,9m / 12,2m               | 291,9″ / 3,2″ / 0,3″                  |

Der rund 1.000 Lichtjahre entfernte Stern Sheliak (Beta Lyrae) – selbst ein spektroskopischer Doppelstern mit einer Periode von 12,91 Tagen – ist von mehreren schwachen Sternen umgeben, und zwar (Magnitude und Abstand in Klammer) Beta Lyrae B (7,1m, 45,7″), C (13m, 46,4″), D (14,3m, 64,4″), E (10,1m, 67,1″) und F (10,6m, 85,7″). Hiervon scheinen nur die Komponenten B und F räumlich zu Sheliak zu gehören, alle anderen Sterne sind Hintergrundsterne.
Einer der wohl bekanntesten Mehrfachsterne des Nachthimmels ist der „doppelte Doppelstern“ Epsilon Lyrae. Dieser besteht aus den Sternen Epsilon1 und Epsilon2 Lyrae, die knapp 3,5 Bogenminuten auseinanderliegen und von Beobachtern mit guter Sehschärfe schon mit bloßem Auge länglich oder gar getrennt gesehen werden können (siehe auch: Augenprüfer). Beide Komponenten sind nun wiederum doppelt mit Abständen von je 2,3″. Ein Fernrohr mit mindestens 6 cm Öffnung zeigt alle vier Sterne. Die Umlaufperioden betragen beim System Epsilon1 (5,0m und 6,1m) rund 1800 Jahre und beim System Epsilon2 (5,1m und 5,3m) rund 720 Jahre. Die beiden Systeme wiederum umkreisen einander einmal in schätzungsweise 340.000 Jahren. Das Epsilon-Lyrae-System liegt 160 Lichtjahre von uns entfernt.
17 Lyrae besitzt in 3,2″ Abstand einen physischen Begleiter neunter Größenklasse (17 Lyrae B). Da 17 Lyrae zudem ein spektroskopischer Doppelstern ist, handelt es sich somit um ein Dreifachsystem. Etwa 292″ von diesem entfernt liegt 17 Lyrae C (GJ 747), mit 27 Lichtjahren Entfernung ein Vordergrundstern, der mit 17 Lyrae folglich nur einen optischen Doppelstern bildet. GJ 747 selbst ist aber ebenso ein physischer Doppelstern, bestehend aus zwei Roten Zwergen, die eine Winkeldistanz von nur 0,3″ sowie eine gegenseitige Umlaufzeit von 5,78 Jahren aufweisen.
Spektroskopische Doppelsterne in der Leier sind (in Klammer die Periode): Sheliak (12,91 Tage), Delta1 Lyrae (88,35 Tage), Zeta1 Lyrae (4,3 Tage), Eta Lyrae (56,4 Tage) und 17 Lyrae (42,88 Tage).

### Veränderliche Sterne
| Stern | Größe            | Periode    | Typ                              |
| ----- | ---------------- | ---------- | -------------------------------- |
| α     | −0,02m bis 0,07m | 0,19 Tage  | Delta-Scuti-Stern                |
| β     | 3,3m bis 4,4m    | 12,91 Tage | Beta-Lyrae-Stern                 |
| δ2    | 4,2m bis 4,3m    |            | halbregelmäßig Veränderlicher    |
| 19    | 5,9m bis 6,0m    | 1,16 Tage  | Cor-Caroli-Stern                 |
| R     | 3,9m bis 5,0m    | 46 Tage    | halbregelmäßig Veränderlicher    |
| RR    | 7,1m bis 8,1m    | 0,57 Tage  | RR-Lyrae-Stern                   |
| XY    | 5,8m bis 6,4m    |            | unregelmäßig Veränderlicher (Lc) |

Wega (Alpha Lyrae) wurde lange Zeit als fotometrischer Standardstern herangezogen. Im Johnson-Morgan-System waren ihre scheinbare Helligkeit und ihre Farbindices (U−B und B−V) mit 0 definiert. Genaue Messungen zeigen aber, dass Wega ein schwach veränderlicher Stern ist. Sie wird den Delta-Scuti-Sternen zugerechnet; ihre Lichtkurve schwankt mit einer Periode von viereinhalb Stunden in der Größenordnung von einer Zehntel Magnitude.
Der Hauptstern des Systems Sheliak (Beta Lyrae) ist der Namensgeber eines Typs von bedeckungsveränderlichen Sternen, den Beta-Lyrae-Sternen. Es sind Doppelsterne, die sich in engem Abstand umkreisen, wobei einer der Sterne sein Endstadium erreicht und sich zum Riesenstern aufgebläht hat. Das Gas aus der Hülle des Riesensterns strömt auf den Hauptstern über. Bei jedem Umlauf der Sterne (hier: 12,91 Tage) kommt es zur teilweisen Bedeckung, wodurch die Helligkeit periodisch abnimmt. Die Helligkeit von Sheliak beträgt im Maximum 3,3m und sinkt beim Nebenminimum auf 3,9m (der Riese bedeckt den Hauptstern) und beim Hauptminimum auf 4,4m (der Hauptstern bedeckt den Riesen).
Die Leier beherbergt noch einen weiteren Prototyp veränderlicher Sterne, nämlich RR Lyrae. RR Lyrae ist der Namensgeber für eine Klasse von pulsationsveränderlichen Sternen, den RR-Lyrae-Sternen.

### Messier- und NGC-Objekte
| Messier (M) | NGC  | sonstige      | Größe | Typ                   | Name           |
| ----------- | ---- | ------------- | ----- | --------------------- | -------------- |
| 56          | 6779 |               | 8,4m  | Kugelsternhaufen      |                |
| 57          | 6720 |               | 8,8m  | planetarischer Nebel  | Ringnebel      |
|             | 6703 |               | 11,3m | linsenförmige Galaxie |                |
|             | 6743 |               |       | offener Sternhaufen   |                |
|             | 6765 |               | 12,9m | planetarischer Nebel  |                |
|             | 6791 |               | 9,5m  | offener Sternhaufen   |                |
|             |      | IC 1296       | 14,0m | Spiralgalaxie         |                |
|             |      | Stephenson 1  | 3,8m  | offener Sternhaufen   | δ-Lyrae-Haufen |
|             |      | Kronberger 61 |       | planetarischer Nebel  |                |

In der Leier befinden sich zwei Objekte, die der französische Astronom und Kometenjäger Charles Messier in seinen Katalog nebliger Objekte (Messier-Katalog) aufnahm.
M 56 ist ein Kugelsternhaufen in etwa 30.000 Lichtjahren Entfernung. In einem Fernglas kann er als nebliges Fleckchen ausgemacht werden. Um ihn am Rand in Einzelsterne aufzulösen, benötigt man allerdings ein Teleskop von mindestens 15 cm Öffnung.
Etwa in der Mitte der gedachten Verbindungslinie Beta – Gamma Lyrae befindet sich M 57, der berühmte Ringnebel in der Leier. Es handelt sich um den Überrest eines Sterns, der am Ende seiner Entwicklung die äußere Gashülle abgestoßen hat. Da derartige Sternüberreste früheren Astronomen in ihren Instrumenten wie Planetenscheibchen erschienen, werden sie als planetarische Nebel bezeichnet. Zur Beobachtung des Ringnebels (als flächiges Objekt) benötigt man ein Teleskop oder Fernrohr mit 7 cm Öffnung. Ab 10 bis 12 cm Öffnung wird auch seine Ring-Loch-Gestalt erkennbar, die an einen ovalen Rauchring erinnert.
Ganz in scheinbarer Nähe zum Ringnebel (ca. 4 Bogenminuten entfernt) liegt eine schwache Hintergrundgalaxie, nämlich IC 1296. Visuell ist sie erst mit großen Teleskopen ab 40 cm Öffnung sichtbar.
Um Delta Lyrae befindet sich der Delta-Lyrae-Haufen (Stephenson 1), ein offener Sternhaufen. Der lockere, nur wenige Sterne umfassende Haufen ist schon mit einem Fernglas sichtbar und liegt rund 1.200 Lichtjahre entfernt. Während Delta1 Lyrae ein physisches Haufenmitglied ist, ist Delta2 Lyrae mit 700 Lichtjahren Entfernung nur ein Vordergrundstern.